# Gerrhopilus oligolepis
Espèce
Synonymes
- Typhlops oligolepis Wall, 1909

Statut de conservation UICN

 DD  : Données insuffisantes
Gerrhopilus oligolepis est une espèce de serpents de la famille des Gerrhopilidae.

## Répartition
Cette espèce est endémique d'Inde. Elle se rencontre au Sikkim et dans le district de Darjeeling au Bengale-Occidental.

## Description
L'holotype de Gerrhopilus oligolepis mesure 140 mm. Cette espèce a la face dorsale brune et la face ventrale de même couleur mais plus pâle.

## Publication originale
- Wall, 1909 : Notes on snakes from the neighbourhood of Darjeeling. Journal of the Bombay natural History Society, vol. 19, p. 337-357 (texte intégral).